# Lee Jae-yeong
Lee Jae-yeong (Koreanska: 이재영), född 15 oktober 1996 i Jeonju, är en sydkoreansk professionell damvolleybollspelare. Sedan 2014 spelar hon klubblagshandboll för Incheon Heungkuk Life Pink Spiders i sydkoranska V-League. Sedan 2013 representerar hon också Sydkoreas damlandslag i volleyboll, med vilka hon tagit guld i Asiatiska spelen 2014. Lee Jae-yeong spelar som vänsterspiker med nummer 17 på tröjan. Hennes tvillingsyster Lee Da-yeong är också professionell damvolleybollspelare i V-League och spelar sedan 2020 i samma klubb.  

## Klubblagskarriär
Incheon Heungkuk Life Pink Spiders (2014-)

## Landslagskarriär
Sydkoreas damlandslag i volleyboll (2014-)
- Asiatiska spelen 2014 i Incheon:  Guld
- Asiatiska spelen 2018 i Jakarta-Palembang:  Brons